# William Sarokin
William Sarokin (geb. vor 1985) ist ein US-amerikanischer Tontechniker.

## Leben
Sarokin begann seine Karriere Mitte der 1980er Jahre. Sein Debütfilm war der Thriller Perfect Strangers von Larry Cohen. Er arbeitete in der Folge sowohl an Filmprojekten als auch an Fernsehproduktionen, unter anderem an der Fernsehserie Sex and the City. Später war er auch an den auf der Serie basierenden Spielfilmen Sex and the City – Der Film und Sex and the City 2 beteiligt.  2011 war er für Salt gemeinsam mit Jeffrey J. Haboush, Scott Millan und Greg P. Russell für den Oscar in der Kategorie Bester Ton nominiert.

## Filmografie (Auswahl)
- 1989: Freitag der 13. Teil VIII – Todesfalle Manhattan (Friday the 13th Part VIII: Jason Takes Manhattan)
- 1995: Jim Carroll – In den Straßen von New York (The Basketball Diaries)
- 1998: Wiege der Angst (Montana)
- 1999: Einfach unwiderstehlich (Simply Irresistible)
- 2002: Club der Cäsaren (The Emperor's Club)
- 2002: Leben oder so ähnlich (Life or Something Like It)
- 2003: Buddy – Der Weihnachtself (Elf)
- 2004: … und dann kam Polly (Along Came Polly)
- 2004: The Day After Tomorrow ()
- 2005: München (Munich)
- 2005: So was wie Liebe (A Lot Like Love)
- 2007: American Gangster
- 2008: Mensch, Dave! (Meet Dave)
- 2008: Sex and the City – Der Film (Sex and the City: The Movie)
- 2010: Salt
- 2010: Sex and the City 2
- 2011: X-Men: Erste Entscheidung (X-Men: First Class)
- 2012: Der Diktator (The Dictator)
- 2013: Runner Runner
- 2014: Teenage Mutant Ninja Turtles

## Auszeichnungen (Auswahl)
- 2011: Oscar-Nominierung in der Kategorie Bester Ton für Salt